# Landhaus (Graz)

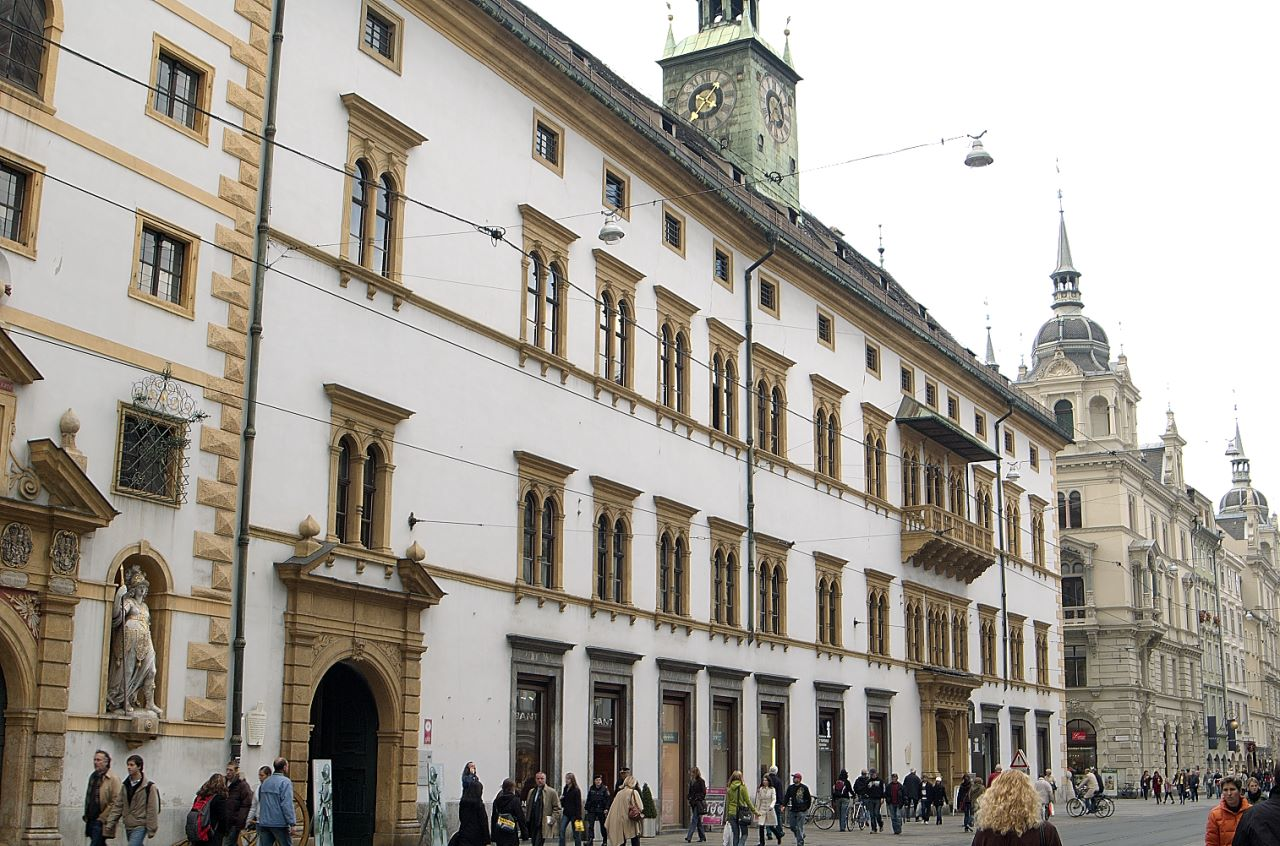
Faţada clădirii Landhaus din Graz dinspre „Herrengasse”

Grazer Landhaus este prima clădire renascentistă din orașul Graz, construită în 1557 după planurile arhitectului Domenico dell’Allio. Ea este situată pe artera principală a orașului: Herrengasse.  Fostul sediu al adunării provinciale este una din clădirile renascentiste cele mai importante din Europa Centrală. Ea este caracteristică prin ferestrele bogat ornamentate, arcadele largi și curtea interioară cu trei etaje. Ea găzduiește în prezent sala de ședințe a Parlamentului de stat din landul Stiria; în curtea interioară a clădirii au loc numeroase evenimente.

## Imagini

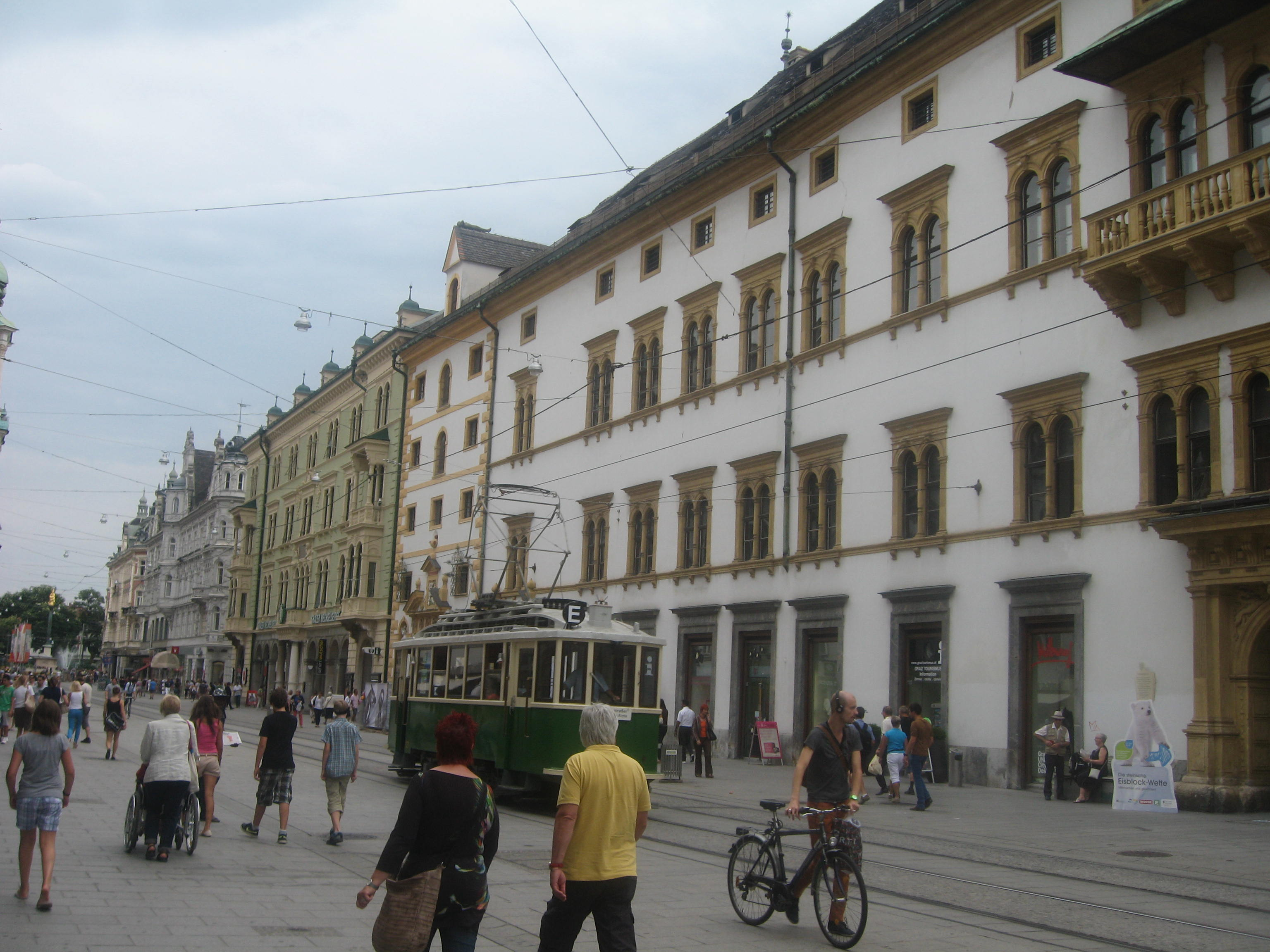
Landhaus văzut de pe Herrengasse
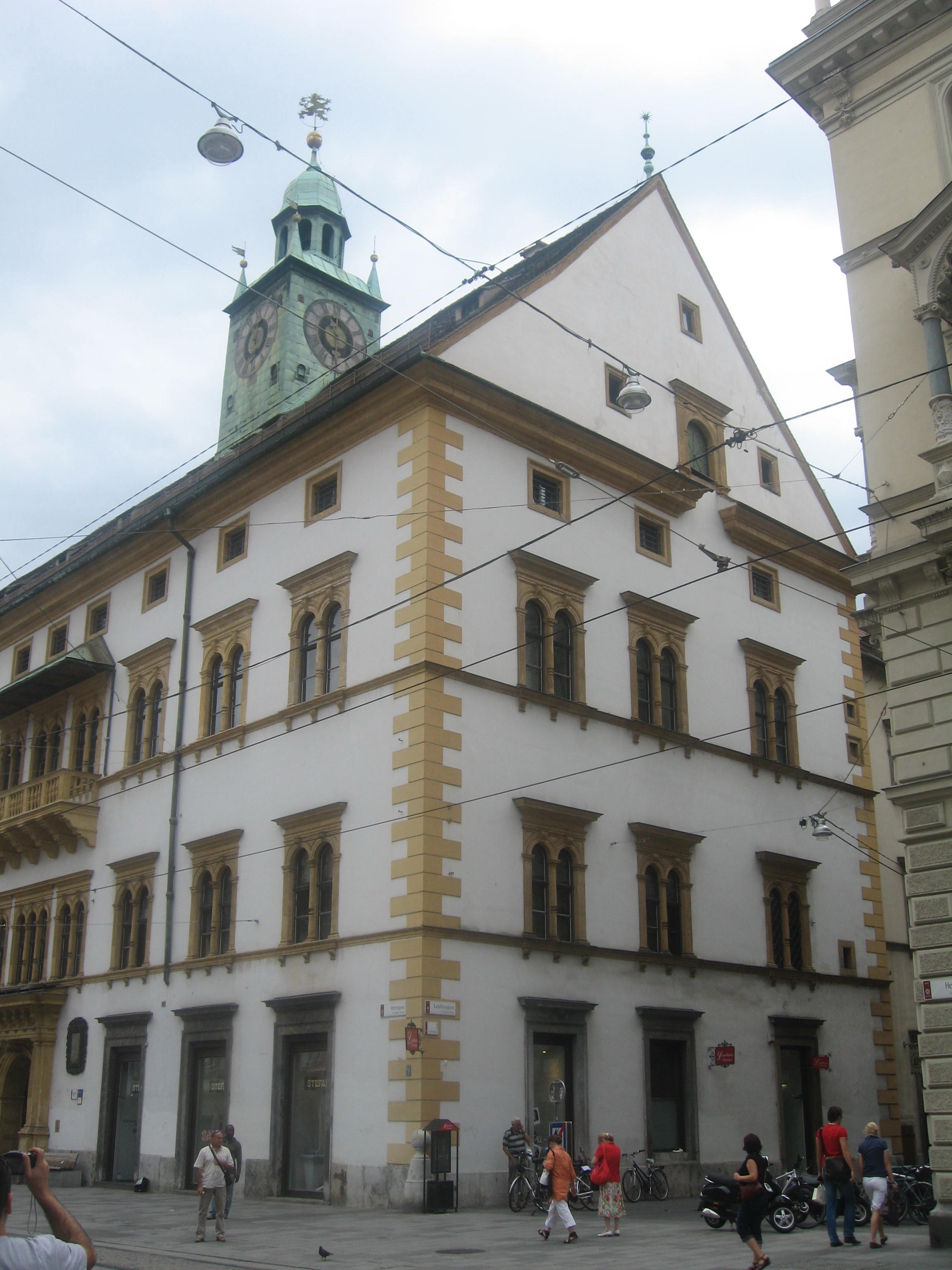
Landhaus văzut de pe Herrengasse
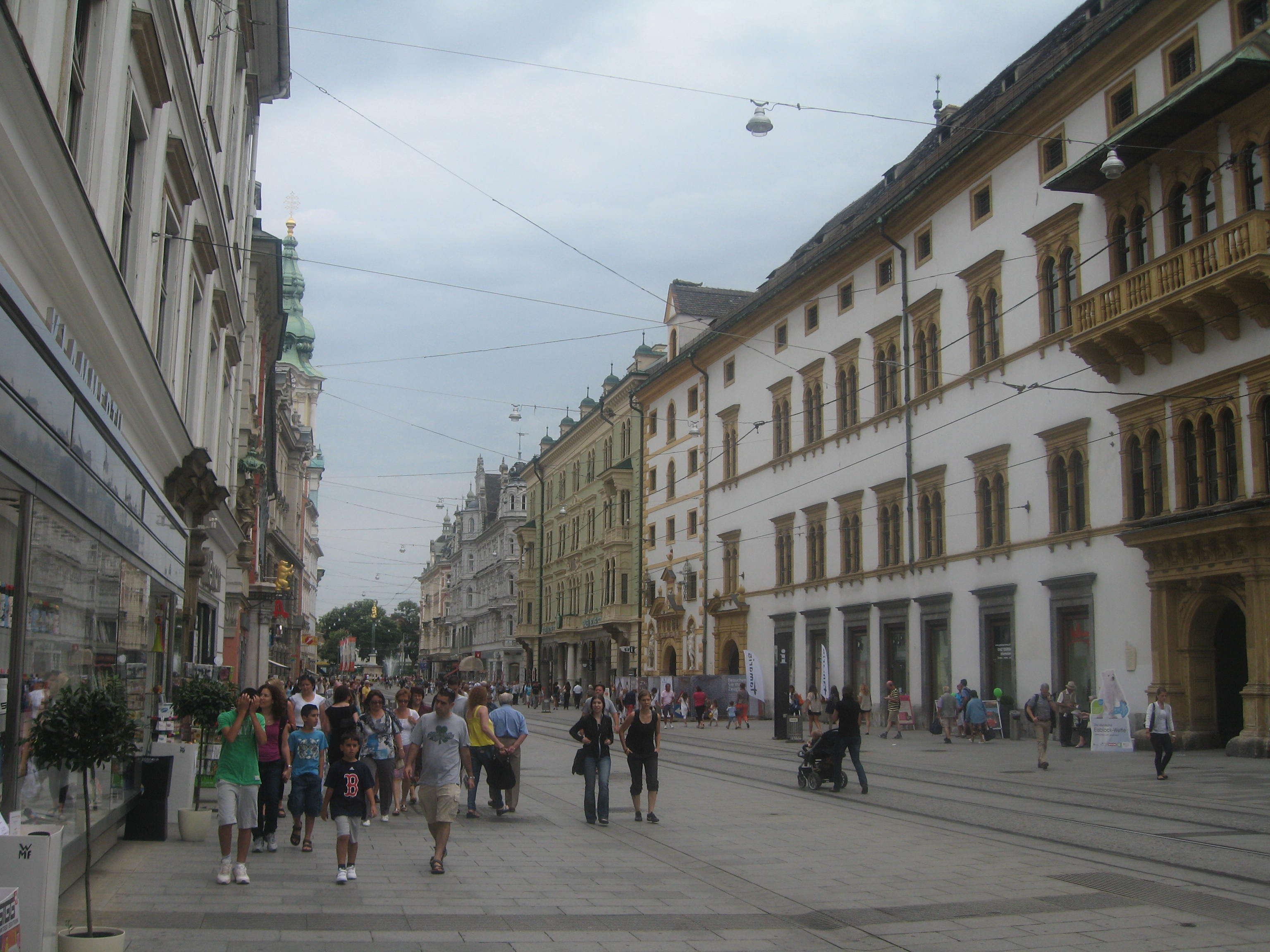
Landhaus văzut de pe Herrengasse
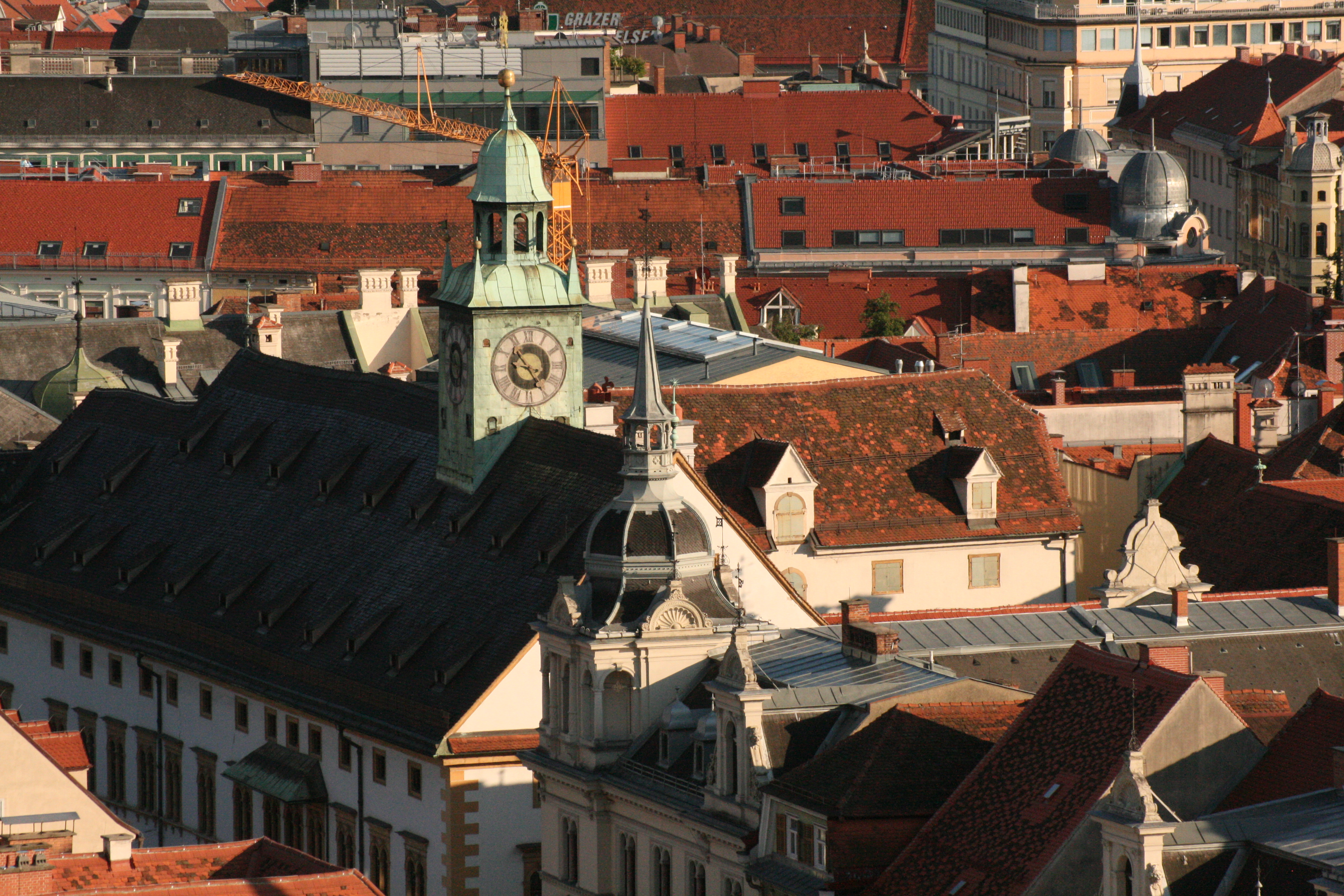
Acoperişul cu lucarne al Landhaus
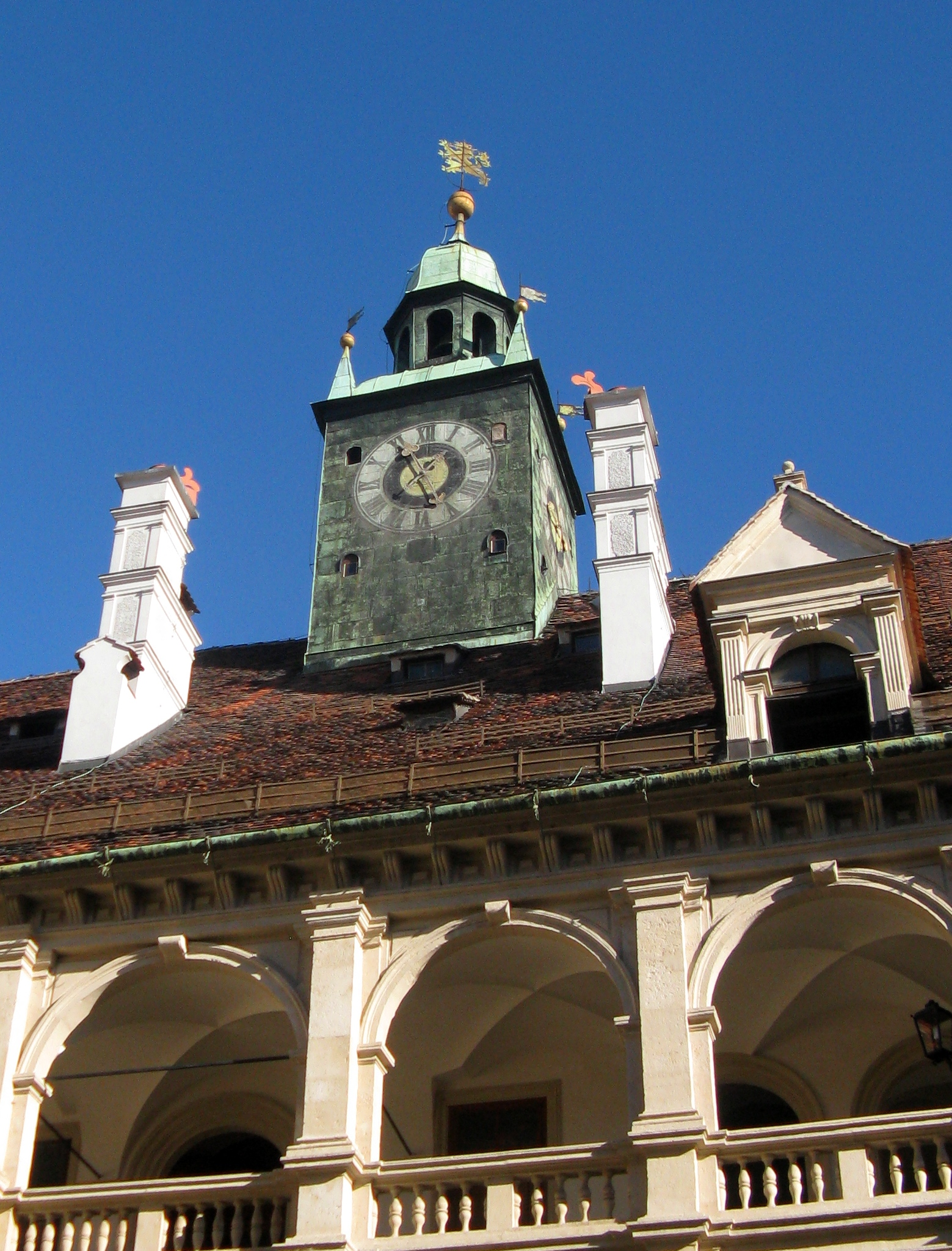
Lucarne pe acoperişul Landhaus
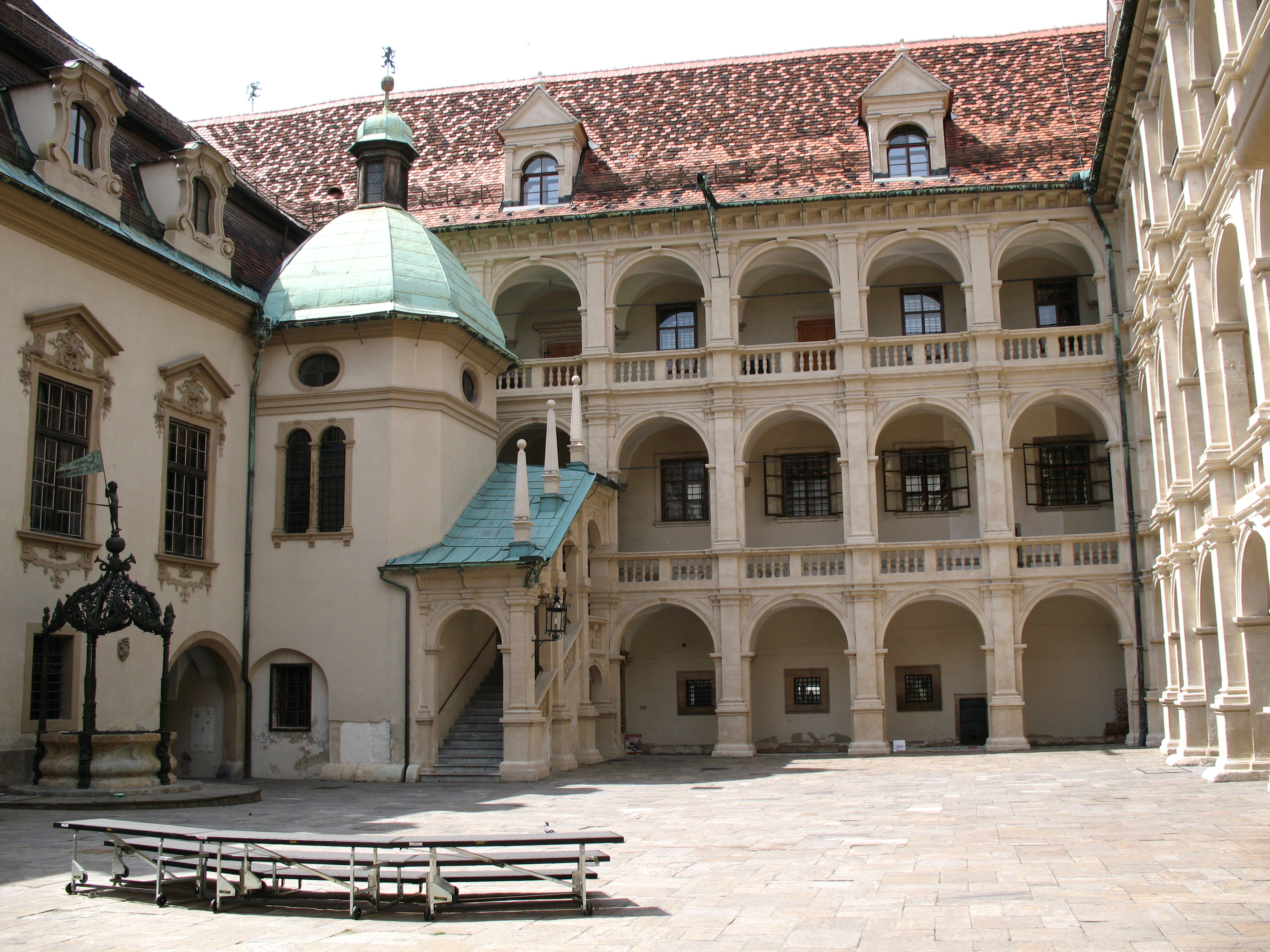
Curtea cu arcade a clădirii Landhaus